# Vasilij Sergeevič Nemčinov
Vasilij Sergeevič Nemčinov (in russo Василий Сергеевич Немчинов?; Grabovo, 2 luglio 1894 – Mosca, 5 novembre 1964) è stato uno statistico russo.
Contribuì all'avanzamento della statistica agraria e della teoria del campionamento statistico e lavorò intensamente alla pianificazione dell'economia sovietica.

## Biografia
Nel 1919 divenne direttore dell'ufficio di statistica della regione di Čeljabinsk, dove diresse il primo censimento della popolazione nel 1920. Dal 1923 insegnò all'Università di Sverdlovsk e dal 1928 ne diresse il dipartimento di statistica. Nel 1943 si recò negli Stati Uniti nell'ambito delle conferenze per la creazione delle Nazioni Unite.
Incoraggiò la traduzione di testi scientifici dalle lingue straniere al russo.
Un suo importante contributo è stato il metodo Nemčinov per il calcolo dei parametri nelle regressioni lineari multiple basate sui polinomi ortogonali di Čebyšëv.